# 美丽梯形蟹
美丽梯形蟹（学名：Trapezia formosa）为扇蟹科梯形蟹属的动物。分布于巴拿马以及中国大陆的西沙群岛等地，生活环境为海水，主要生活于杯形珊瑚的枝丛间。